# Elliptorhina javanica
Elliptorhina javanica es una especie de cucaracha del género Elliptorhina, familia Blaberidae, orden Blattodea.

## Distribución
Se distribuye por África: al sur de Madagascar.

## Taxonomía
Fue descrita por Hanitsch en 1930 y publicada en Hanitsch. 1930. Über eine sammlung malayischer Blattiden des Dresdner Museums. (Orth.). Stettiner Entomologische Zeitung 91:177-195.